# Samarbejdspartiet
Samarbejdspartiet (grønlandsk: Suleqatigiissitsisut) er et grønlandsk socialliberalt parti stiftet 12. marts 2018 af Tillie Martinussen og Michael Rosing, begge tidligere medlemmer af Demokraterne. Partiet går ind for øget samarbejde i rigsfællesskabet, sproglig ligestilling mellem grønlandsk og dansk, øget indvandring til Grønland, bedre integration af indvandrere samt mere støtte til socialt udsatte, herunder særlig seksuelt krænkede børn og unge. Samarbejdspartiet er desuden tilhængere af en liberalisering af den grønlandske økonomi og privatisering af offentligt ejede virksomheder.
Samarbejdspatiet var opstillet til landstingsvalget 2018, hvor Tillie Martinussen opnåede valg. Partiet tabte dette ene mandat ved valget i 2021.